# Prawa psychofizyczne w olfaktometrii
Prawa psychofizyczne w olfaktometrii – prawa dotyczące zależności siły (intensywności) odczuwanego zapachu od stężenia odorantów w powietrzu, wynikające z ogólnych praw psychofizycznych.

## Ogólne prawa psychofizyczne
Ogólnymi prawami psychofizycznymi są nazywane prawa dotyczące zależności siły (intensywności) różnego rodzaju odczuwanych wrażeń zmysłowych od wielkości bodźców, które te wrażenia wywołują. Są stosowane zależności, znane jako:
- logarytmiczne prawo Webera-Fechnera (1860)[1], wyrażane równaniem:

{\displaystyle w=k\cdot \ln {\frac {B}{B_{0}}},}
gdzie:
{\displaystyle w} – reakcja układu biologicznego (wrażenie zmysłowe),
{\displaystyle B} – natężenie bodźca,
{\displaystyle B_{0}} – wartość początkowa natężenia bodźca (próg percepcji),
{\displaystyle \ln } – logarytm naturalny;
- potęgowe prawo Stevensa (1957)[2], wyrażane równaniem:

{\displaystyle \Psi (I)=k\cdot I^{a},}
gdzie:
{\displaystyle I} – wielkość bodźca wywołującego wrażenie,
{\displaystyle \Psi (I)} – psychofizyczna funkcja, opisująca zależność subiektywnie odbieranej siły wrażenia od wielkości bodźca,
{\displaystyle a} – wykładnik potęgowy, różny dla różnych zmysłów,
{\displaystyle k} – współczynnik proporcjonalności, zależny od rodzaju bodźców i stosowanych jednostek miar.
Od chwili opublikowania w 1957 roku wyników badań Stevensa, nie rozstrzygnięto, które z równań lepiej opisuje zależność siły wrażenia od wielkości bodźca. W zakresie wrażeń o średniej sile obie funkcje mają podobny przebieg (różnice trudno jednoznacznie wykazać ze względu na niewielką precyzję ocen siły wrażenia). W zakresie bodźców bardzo małych różnica jest istotna. Zgodnie z prawem Stevensa wrażenie przestaje być wyczuwalne, gdy wielkość bodźca zmierza do zera. Według prawa Webera-Fechnera wrażenie nie jest odbierane, gdy bodziec jest słabszy od określonej wartości progu percepcji.

## Zależność intensywności zapachu od stężenia odorantów
W dziedzinie olfaktometrii jest akceptowane stosowanie obu praw psychofizycznych, co wyrażono w normie europejskiej PN-EN 13725:2007.
Symbole zgodne z normą zestawiono w tabeli z innymi oznaczeniami, stosowanymi w różnych obszarach psychofizyki oraz w olfaktometrii – przed ustanowieniem normy.
| Ogólne prawa psychofizyczne | Prawo Webera-Fechnera                                               | Prawo Stevensa                                     | Olfaktometria        | Prawo Webera-Fechnera                                | Prawo Stevensa                       |
| Bodziec (Stimulus)          | {\displaystyle B}, {\displaystyle S}, {\displaystyle I}             | {\displaystyle I}, {\displaystyle \Phi }           | Stężenie odoranta    | {\displaystyle S}, {\displaystyle c}                 | {\displaystyle S}, {\displaystyle c} |
| Reakcja (Response)          | {\displaystyle w}, {\displaystyle R}                                | {\displaystyle \Psi (I)}, {\displaystyle \varphi } | Intensywność zapachu | {\displaystyle I}, {\displaystyle S}                 | {\displaystyle I}, {\displaystyle S} |
| 1. stała empiryczna         | {\displaystyle B_{0}}, {\displaystyle S_{0}}, {\displaystyle I_{0}} | {\displaystyle a,} {\displaystyle n}               | 1. stała empiryczna  | {\displaystyle S_{PWW}}, {\displaystyle c_{th}}, ITE | {\displaystyle n}                    |
| 2. stała empiryczna         | {\displaystyle \mathrm {k} }                                        | {\displaystyle \mathrm {k} }                       | 2. stała empiryczna  | {\displaystyle \mathrm {k_{W}} }                     | k                                    |

Odniesione do badań olfaktometrycznych ogólne prawa psychofizyczne wyraża się zgodnie z normą jako:
- prawo Webera-Fechnera:

{\displaystyle S=k_{W}\cdot \log(c:c_{th})}
- Prawo Stevensa:

{\displaystyle S=k\cdot \log c_{n}}

Poglądowy wykres empirycznych funkcji. Intensywność zapachu jest oceniana za mało precyzyjnie, żeby było możliwe wskazanie lepiej spełnianej zależności od stężenia odorantów

Przebieg obu funkcji S = f (c) jest bardzo podobny, zwłaszcza w tym zakresie, w którym wrażenia są już wyraźne, ale jeszcze niezbyt mocne. Przez chmurę punktów doświadczalnych na wykresach (naturalny rozrzut wyników ocen intensywności zapachu jest duży) można przeprowadzić zarówno krzywą logarytmiczną, jak potęgową. W obu przypadkach uzyskuje się podobne współczynniki korelacji, co uniemożliwia stwierdzenie, które z praw jest lepiej spełniane. Nie wyklucza się, że zależność intensywności zapachu różnych związków, a zwłaszcza mieszanin odorantów, od ich stężenia w powietrzu powinna być opisywana z użyciem bardziej złożonych funkcji nieliniowych, które są poszukiwane.
W praktyce laboratoryjnej (olfaktometria i inne techniki analiz sensorycznych) powszechnie akceptowane jest logarytmiczne prawo Webera-Fechnera. Na jego podstawie opracowano procedury przygotowywania skal wzorców intensywności zapachu i serii rozcieńczeń próbek zanieczyszczonych gazów w celu oznaczenia stężenia zapachowego.